# زقزاق شبراحي
زقزاق شبراحي (الاسم العلمي: Charadrius semipalmatus) هو نوع من الطيور يتبع جنس الزقزاق من فصيلة الزقزاقية.

## معرض صور

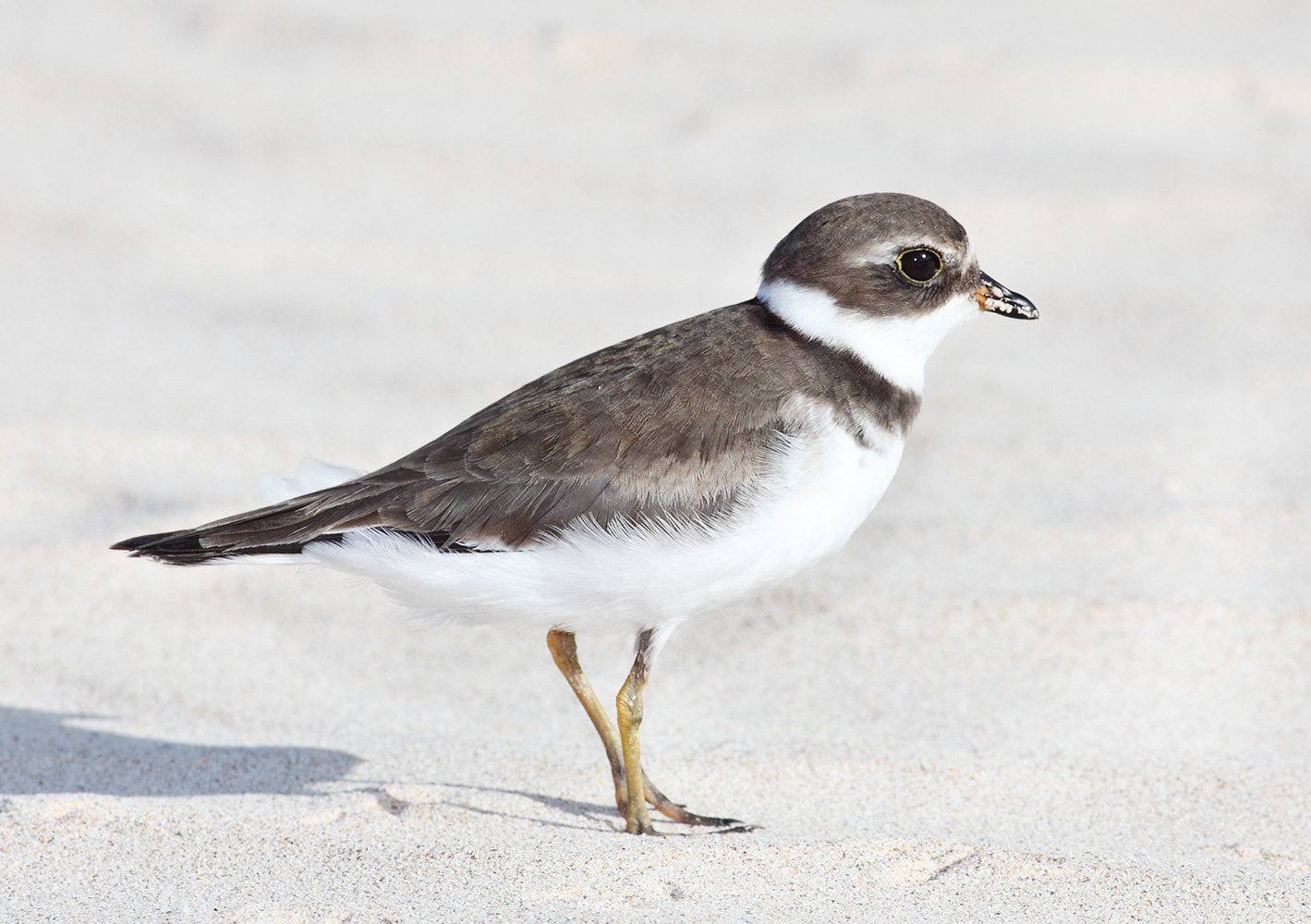
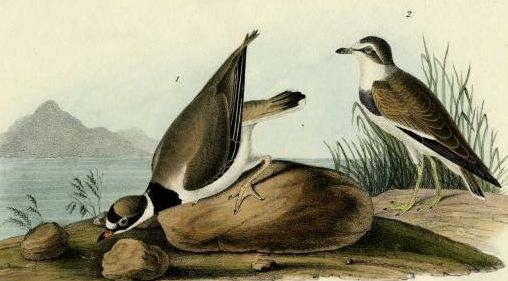
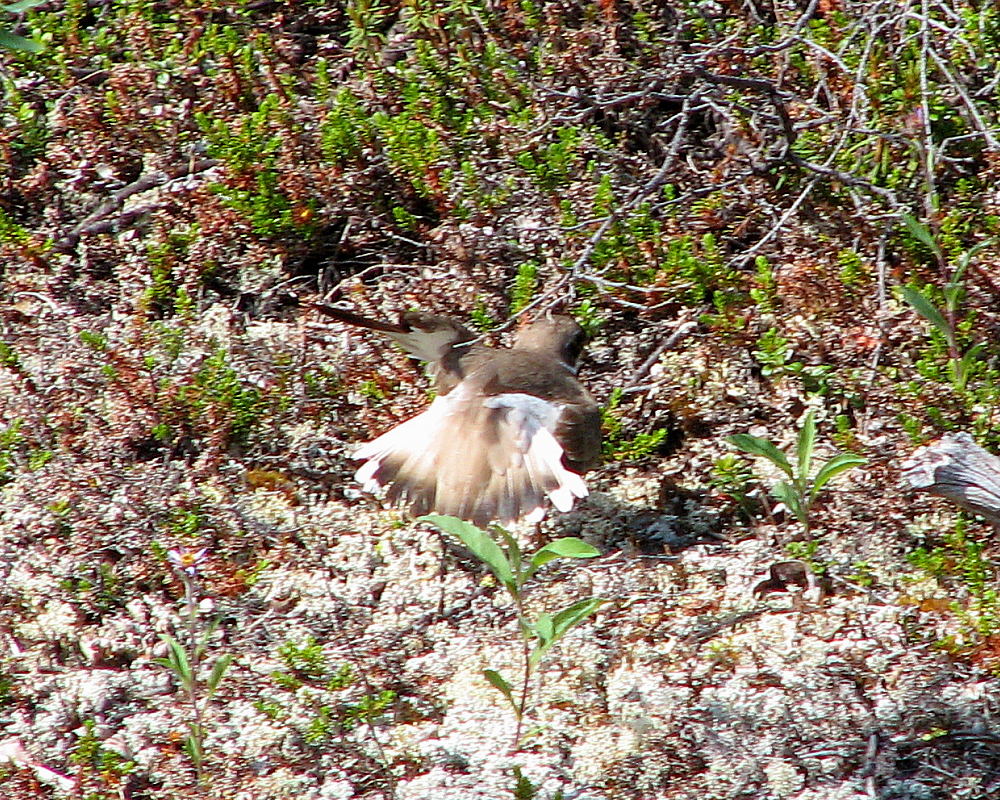
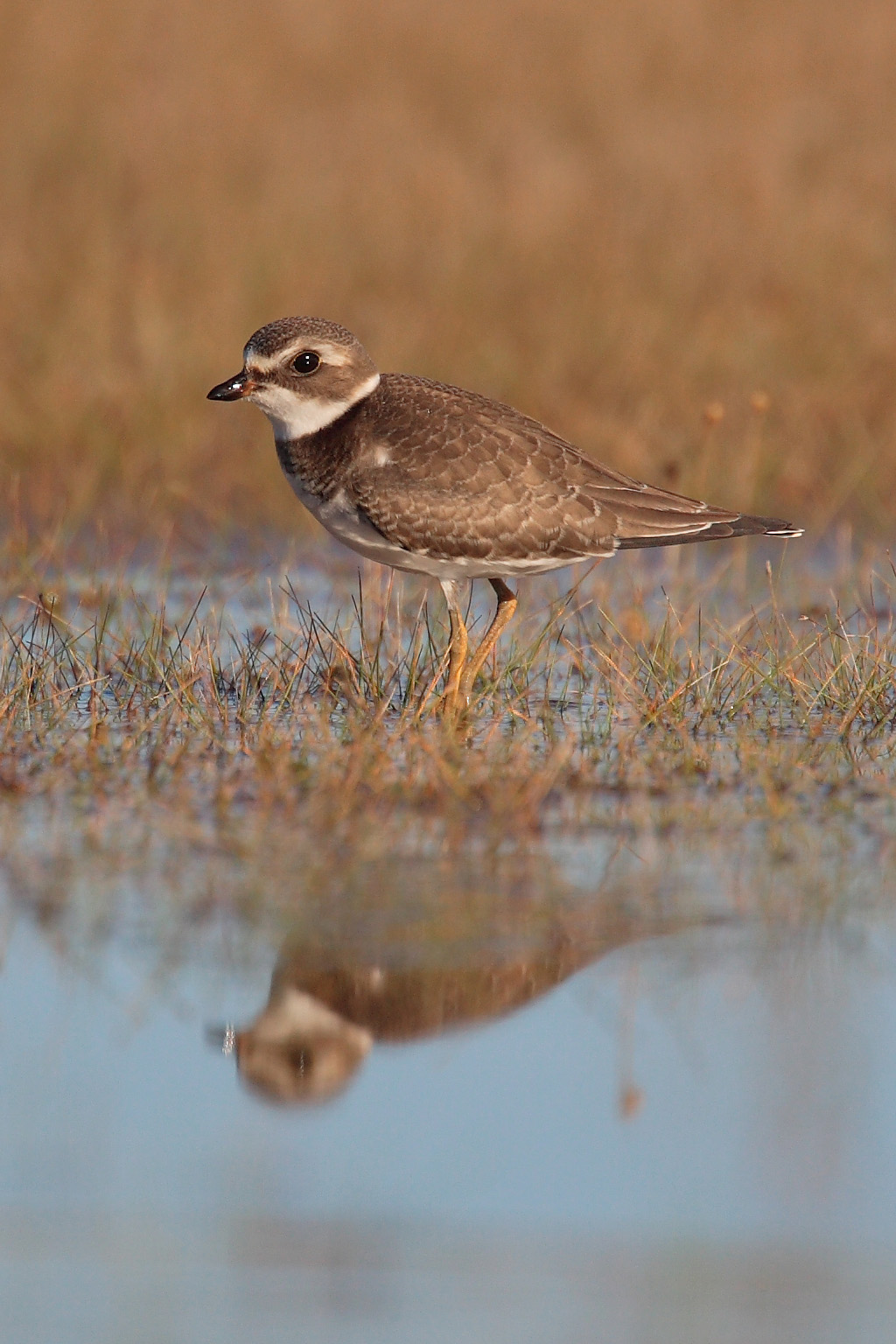